# Лирика (театр, Бродвей)
«Ли́рика» или «Лири́ческий» (англ. The Lyric Theatre) — бродвейский театр, расположенный в западной части 43-й улицы в театральном квартале Манхэттена, Нью-Йорк, США. Управляется театральной компанией «Ambassador Theatre Group».

## История
Здание театра построено в 1996—1997 гг. на месте снесённых театров «Аполло» и «Лирика». Последний был построен в 1903 году. На его сцене ставились известные бродвейские постановки по Шекспиру, Портеру и других драматургов. В 1934 году «Лирика» был преобразован в кинотеатр.
Театр «Аполло» был возведён в 1920 году. Здесь шёл прокат мюзиклов Гершвина. В начале 1930-х также был переоборудован под кинотеатр, однако в 70-х были попытки вернуться к сценическим постановкам, которые не увенчались успехом. В середине 1990-х оба театра были снесены. На их месте возвели новый театр. Он открылся 26 января 1998 года под названием «Центр исполнительских искусств „Форд“» (англ. Ford Center for the Performing Arts). Некоторые сохранённые элементы снесённых зданий стали частью нового театра.
В 2005 году театр был реконструирован и переименован в «Хилтон» (англ. Hilton Theatre). В августе 2010 года получает новое имя — «Фоксвудс» (англ. Foxwoods Theatre). Своё нынешнее название «Лирика» театр носит с марта 2014 года.

## Основные постановки театра
- 1998: «Рэгтайм»
- 2000: «Иисус Христос — суперзвезда»
- 2001: «42-я улица»
- 2006: «Как Гринч украл Рождество»
- 2007: «Юный Франкенштейн»
- 2010: «Spider-Man: Turn Off the Dark»
- 2014: «Увольнение в город»
- 2016: «Любовник» («Cirque du Soleil»)
- 2018: «Гарри Поттер и Проклятое дитя»